# NGC 5136
NGC 5136 is een elliptisch sterrenstelsel in het sterrenbeeld Maagd. Het hemelobject werd op 12 april 1784 ontdekt door de Duits-Britse astronoom William Herschel.

## Synoniemen
- IC 888
- MCG 2-34-15
- ZWG 72.70
- ARAK 416
- IRAS 13223+1359
- PGC 46905